# NRW-Forum Düsseldorf

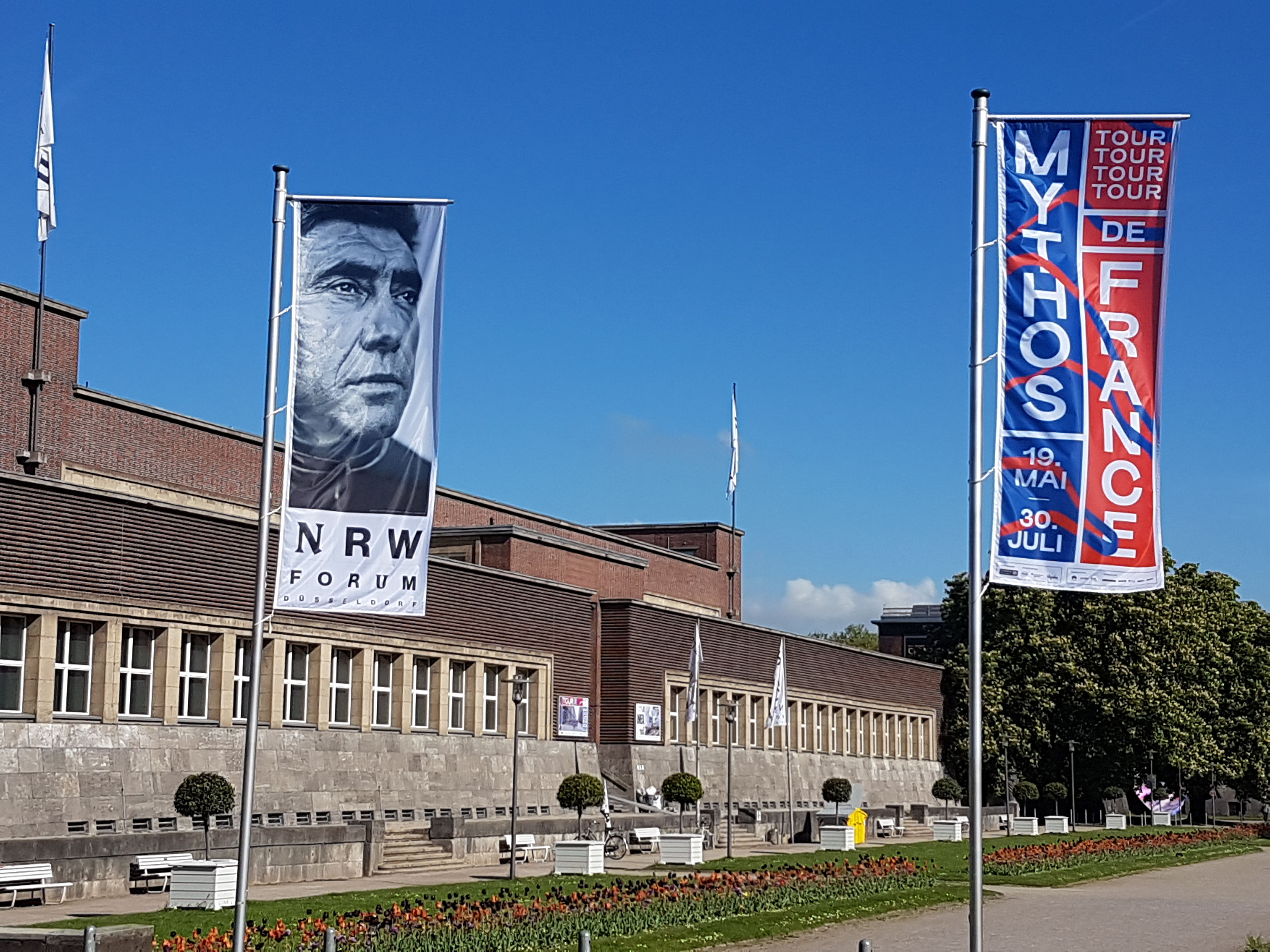
NRW-Forum Düsseldorf, 2017

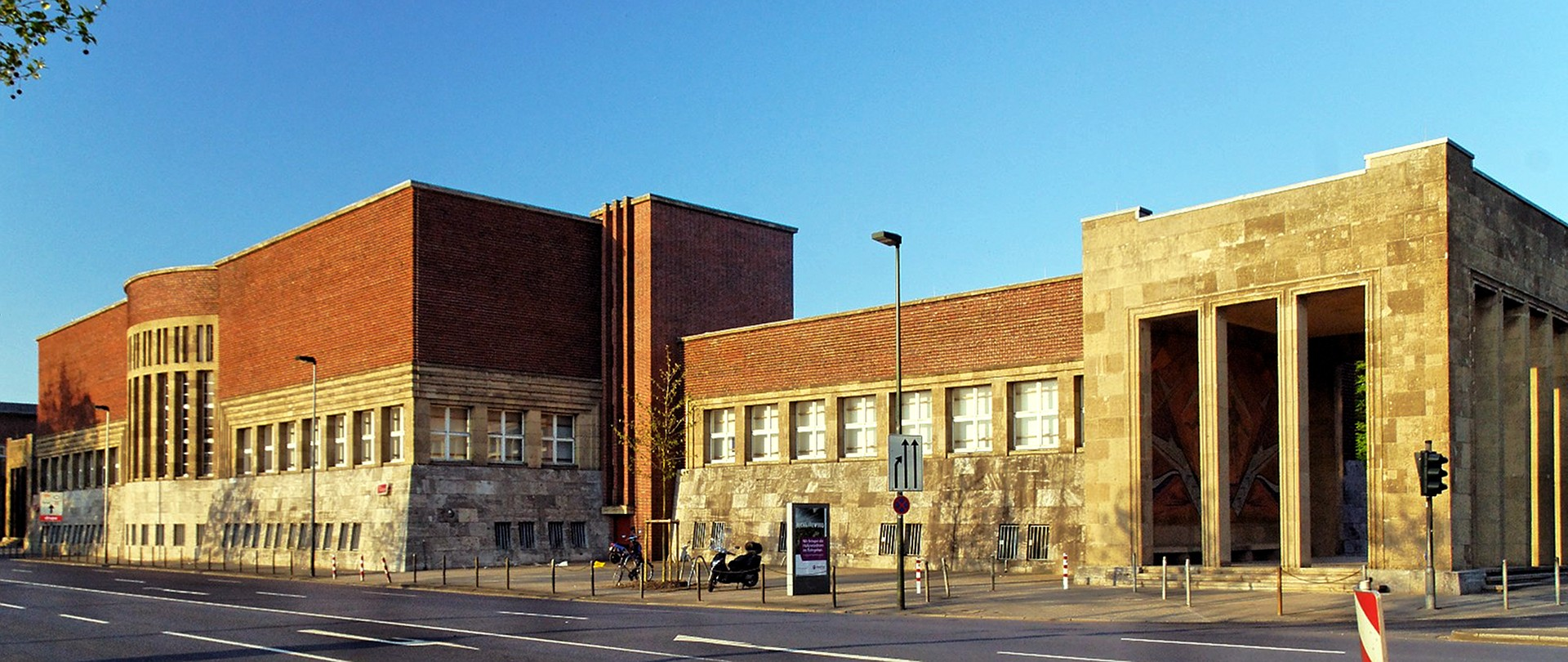
Fassade auf der Rheinseite, 2008

Das NRW-Forum Düsseldorf ist ein Ausstellungs- und Veranstaltungshaus im Düsseldorfer Ehrenhof mit den Schwerpunkten Fotografie, Pop und digitale Kultur. Das NRW-Forum Düsseldorf zeichnet sich durch ein interdisziplinäres Programm aus, das in Gruppen- und Einzelausstellungen, Festivals und Workshops aktuelle, gesellschaftliche Themen verhandelt.
Das Museumsgebäude befindet sich nördlich der Altstadt zwischen dem Rhein und dem Düsseldorfer Hofgarten in der Nachbarschaft von Tonhalle, Kunstpalast, Rheinterrasse und in der Nähe der Kunstakademie Düsseldorf.
Das NRW-Forum Düsseldorf wurde bis Ende 2013 gemeinsam vom Land Nordrhein-Westfalen und von der Landeshauptstadt Düsseldorf bezuschusst. Das Land Nordrhein-Westfalen beendete die Kofinanzierung zum 31. Dezember 2013. Ab dem 1. Januar 2016 wurde das NRW-Forum Düsseldorf in der Rechtsform einer gGmbH als selbstständige Einrichtung geführt, mit Trägerschaft durch die Landeshauptstadt Düsseldorf. Künstlerischer Direktor des Hauses war seit dem 1. April 2015 Alain Bieber. Seit dem 1. Januar 2020 ist das NRW-Forum Düsseldorf Teil der Stiftung Museum Kunstpalast und Bieber künstlerischer Leiter. Inhaltlich widmet sich das NRW-Forum weiterhin zeitgenössischen, überwiegend digitalen Themen.

## Vorgeschichte und Gründung
Anlässlich der GeSoLei-Ausstellung wurde nach Plänen von Wilhelm Kreis in den Jahren 1925 bis 1926 das Ehrenhof-Areal errichtet. Das Ausstellungsgebäude für das NRW-Forum beherbergte nach der GeSoLei zunächst das Reichsmuseum für Gesellschafts- und Wirtschaftskunde. Es wurde am 23. Juni 1928 eröffnet und stellte einen neuen Typ eines Gegenwartsmuseums dar. An seinem technik-, wirtschafts- und sozialgeschichtlichen Ausstellungskonzept war Oskar von Miller, der Gründer des Deutschen Museums, beteiligt. Geschäftsführerin des Reichsmuseums war bis 1929 Marta Fraenkel.
Vom 9. Dezember 1951 bis zum Beginn der 1990er Jahre bestand hier das Landesmuseum Volk und Wirtschaft, das als Technikmuseum das Wechselspiel von Mensch, Natur und Wirtschaft, von Arbeit und Freizeit in den soziologischen Wandlungen aufzeigte, insbesondere spezifische Entwicklungen innerhalb Nordrhein-Westfalens. Ein begehbares Steinkohlebergwerk im Untergeschoss galt als Hauptattraktion des Hauses.
Aufgrund mangelnder Akzeptanz und der damaligen Haushaltskrise der Stadt Düsseldorf war dieses Museum von unmittelbarer Schließung und eventueller Veräußerung betroffen. In Abstimmung des Landes Nordrhein-Westfalen mit der Stadt Düsseldorf wurde ein neues Konzept für das Haus erarbeitet. Nach einer vollständigen Sanierung wurde es am 9. Oktober 1998 als „NRW Forum Kultur und Wirtschaft“ durch die Kulturministerin des Landes Nordrhein-Westfalen, Ilse Brusis, wiedereröffnet; den Festakt begleitete eine programmatische Rede des Direktors des New Yorker Guggenheim Museums, Thomas Krens.
Die Infrastruktur des Hauses wurde vom Land Nordrhein-Westfalen, der Landeshauptstadt Düsseldorf, der Messe Düsseldorf, weiteren Institutionen und Düsseldorfer Unternehmen gemeinschaftlich über einen Trägerverein verantwortet. Sämtliche Ausstellungen des NRW-Forums wurden ausschließlich über eigene Einnahmen und Sponsoring finanziert. Als weitere Besonderheit wird zudem erstmals das Ausstellungs- und Veranstaltungsmanagement eines öffentlichen Ausstellungshauses von einem privaten Betreiber im Rahmen eines Managementvertrags langfristig besorgt.

## Ausstieg des Landes Nordrhein-Westfalen

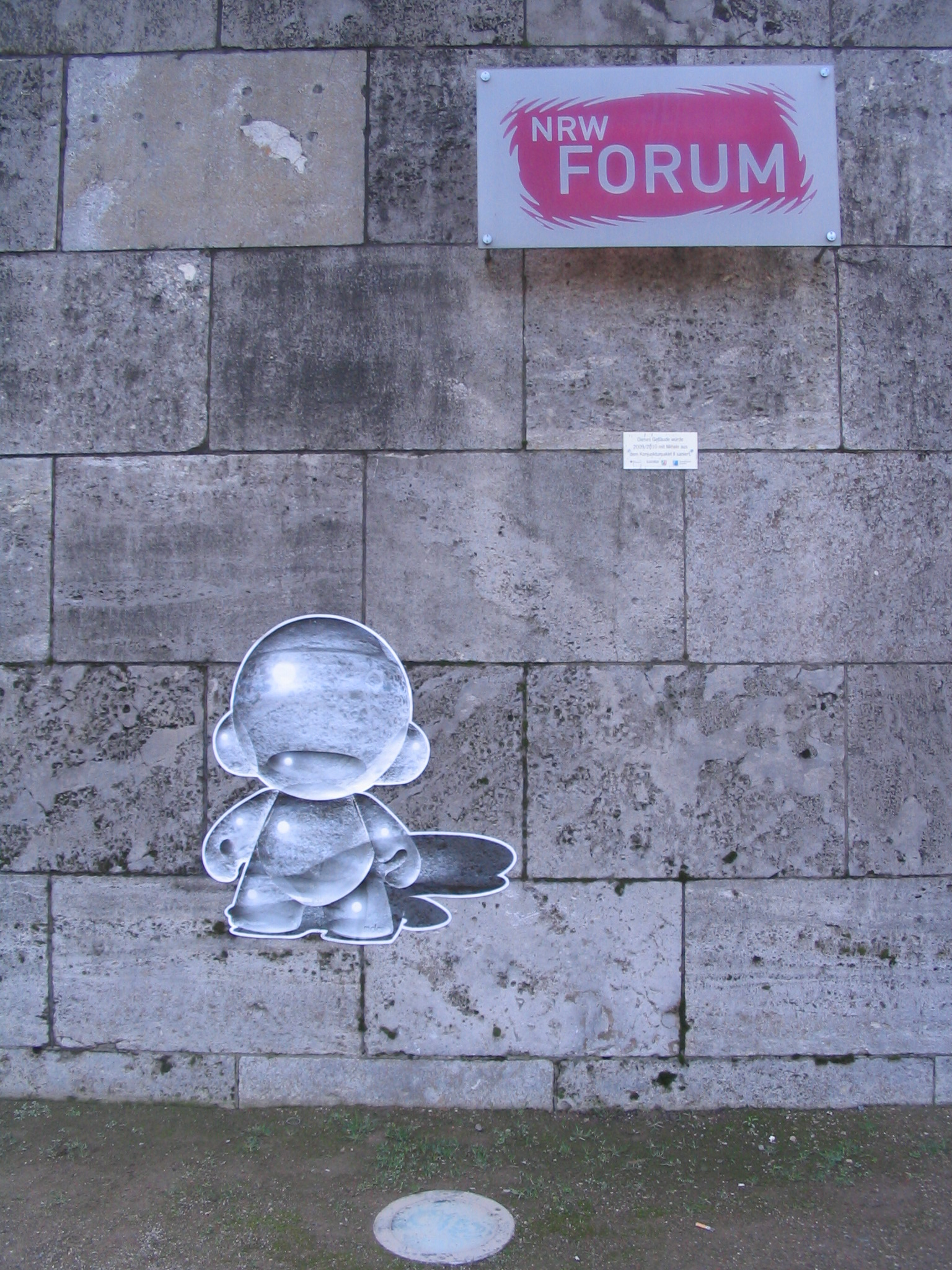
Urban-Art, 2012

Im September 2012 gab das Land Nordrhein-Westfalen bekannt, dass es Ende 2013 aus der Förderung des Forums mit einer jährlichen Zuwendung von 750.000 Euro aussteigen werde und begründete dies mit dem Beitrag zur Konsolidierung des Landeshaushalts. Die Messe Düsseldorf beendete ebenfalls die Förderung. Werner Lippert und Petra Wenzel kündigten daraufhin das Ende ihrer Tätigkeit an.
Zur Rettung des Forums hatte sich die Bürgerinitiative Rettet das NRW-Forum gegründet, die als Kooperationspartner für das NRW-Forum das Victoria and Albert Museum in London (Martin Roth) gewinnen wollte. Die Stadt Düsseldorf schreckte jedoch vor den Kosten einer solchen Kooperation zurück. Sodann war eine Angliederung an das Museum Kunstpalast mit dem Schwerpunkt Fotografie diskutiert worden.
Nach der Kommunalwahl 2014 bezeichnete der neu gewählte Oberbürgermeister Thomas Geisel den Ausstieg des Landes Nordrhein-Westfalen als „ungeschickt“ und sprach sich für eine Weiterentwicklung des bisherigen Konzeptes aus (Begegnung zwischen Kultur und Wirtschaft, bildender Kunst und Design).
Nach dem Ausstieg des Landes Nordrhein-Westfalen diente das Haus zunächst als Ausstellungsraum für das Kunstfestival Quadriennale, das Photo Weekend und eine Tanzmesse.

## NRW-Forum 2.0
Am 19. Dezember 2014 gab die Stadt Düsseldorf bekannt, dass sie zum 1. April 2015 den ARTE-Journalisten und Kurator Alain Bieber zum künstlerischen Leiter des NRW-Forums Düsseldorf berufen hat. Die Kultureinrichtung, deren alleiniger Gesellschafter von da an die Landeshauptstadt war, sollte auch zukünftig als künstlerisch selbständiges Haus geführt werden. Eine Erweiterung des Gesellschafterkreises sei denkbar, jährliche Mittel in Höhe von einer Million Euro würden bereitgestellt. Der Vertrag mit Alain Bieber wurde über 2020 hinaus verlängert, wobei das NRW-Forum im Januar 2020 in das Museum Kunstpalast eingegliedert wurde.
Vom 19. September 2015 bis zum 16. Januar 2016 zeigte das NRW-Forum Düsseldorf als erste Ausstellung in der Verantwortung des neuen Leiters Alain Bieber „Ego Update – die Zukunft der digitalen Identität“. Dabei ging es um Selfies, Cyborgs und die Frage, wie sich Identitätsvorstellungen im digitalen Zeitalter wandeln.
Vom 25. bis zum 27. Mai 2018 richtete das NRW-Forum Düsseldorf das Digitalfestival META Marathon aus. Die Teilnehmer gestalten das Festival selbst, wechseln die Rollen vom Experten zum Laien und experimentieren mit dem neuen Format – inklusive Übernachtung vor Ort.

## Architektur
Das Gebäude ist Teil des denkmalgeschützten Ehrenhof-Ensembles, dessen architektonische Ursprünge in die Zeit um 1900 zurückreichen. Anlässlich der 1902 stattfindenden Industrie-, Gewerbe- und Kunstausstellung errichteten die Architekten Albrecht Bender und Eugen Rückgauer den um einen Innenhof angelegten Kunstpalast als das erste der heute zu einer Gruppe gehörenden Gebäude.
In den Jahren 1925 bis 1926 wurde das Areal des Kunstpalastes (heute Museum Kunstpalast) von der Düsseldorfer Bürohausgesellschaft nach Plänen von Wilhelm Kreis für die GeSoLei-Ausstellung um weitere Gebäude erweitert: Das neu geschaffene Ehrenhof-Ensemble umfasste nun zusätzlich ein Planetarium (später Rheinhalle, heute Tonhalle Düsseldorf), die Rheinterrasse sowie das Reichsmuseum für Gesellschafts- und Wirtschaftskunde, später das Landesmuseum Volk und Wirtschaft, das seit 1998 Ausstellungsgebäude des NRW-Forums ist.
Eine strenge symmetrische Anordnung, archaisch-monumentale Formen und expressionistische Ziegelfassaden sind das Charakteristikum der Gebäude. Einfache, formal reduzierte Bauelemente sollten den Gesamteindruck beherrschen – auch die neobarocke Fassade des Kunstpalastes wurde an die neu hinzugekommenen Gebäude angepasst und mit einer schlicht-strengen Klinkerfassade ummantelt. Strenge und Aufbau der Rheinfassade des NRW-Forums zeigen Anklänge an die Villa Cuno, die Peter Behrens 1909/1910 entwarf.
Das Ensemble zählt neben dem Wilhelm-Marx-Haus und dem Deutschen Hygiene-Museum in Dresden zu den bedeutendsten Entwürfen von Wilhelm Kreis. Kreis war seit 1908 als Nachfolger von Peter Behrens Direktor der Kunstgewerbeschule Düsseldorf und überführte 1919/1920 deren Architekturabteilung in die Kunstakademie Düsseldorf.
„Tempelartige Vorbauten“ / „tempelartige Eckpavillons“ im Stil des Neoklassizismus kennzeichnen beide Enden des eingeschossigen Baukörpers, deren Motiv im Kunstmuseum einerseits und im Sockel der Rheinhalle andererseits wiederholt wird. Das Gebäude ruht auf einem Sockel, der geneigt ist. Die darüberbefindlichen Fenster werden durch Werksteinsimse zu horizontalen Bändern zusammengefasst.

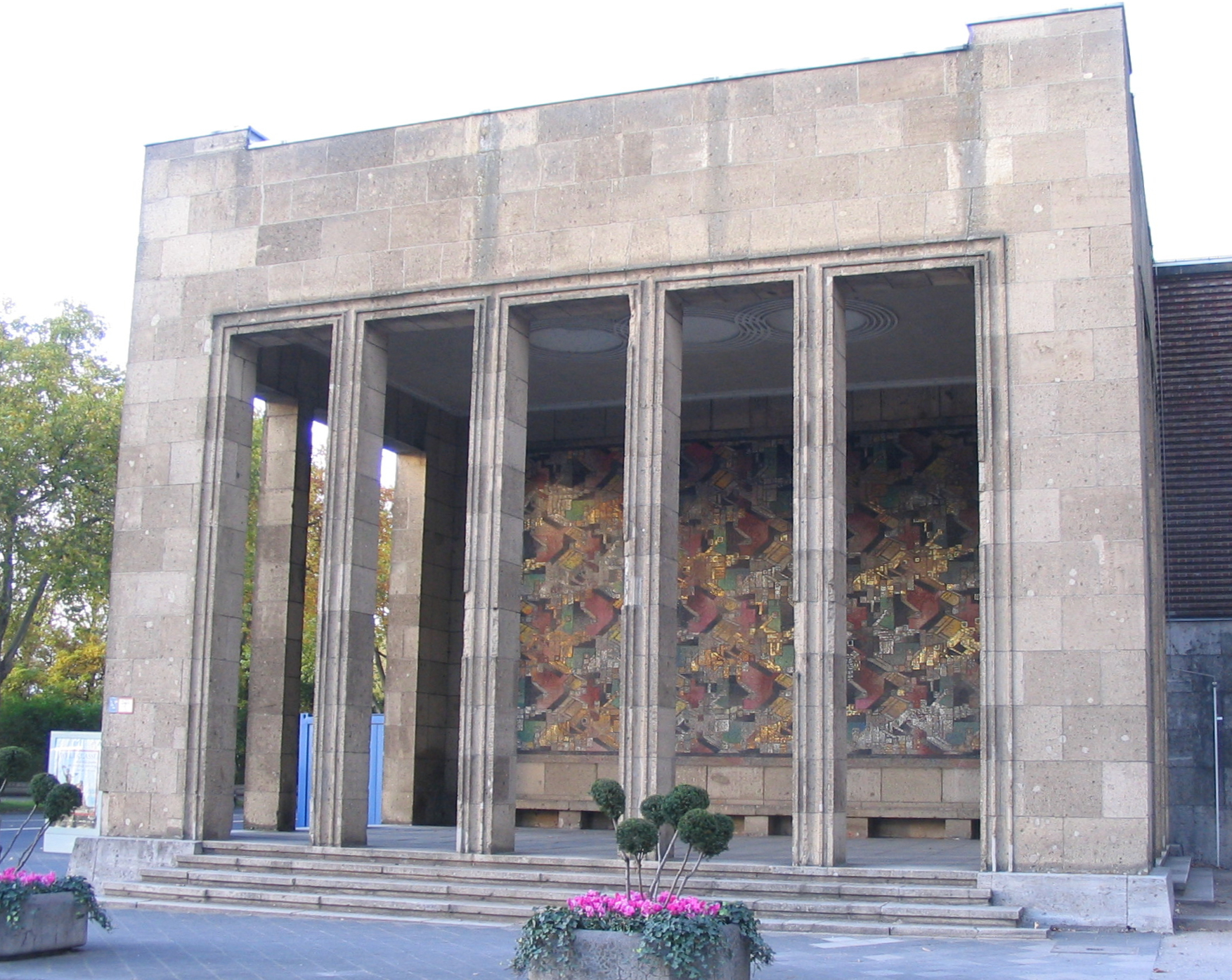
Eckpavillon Nordseite
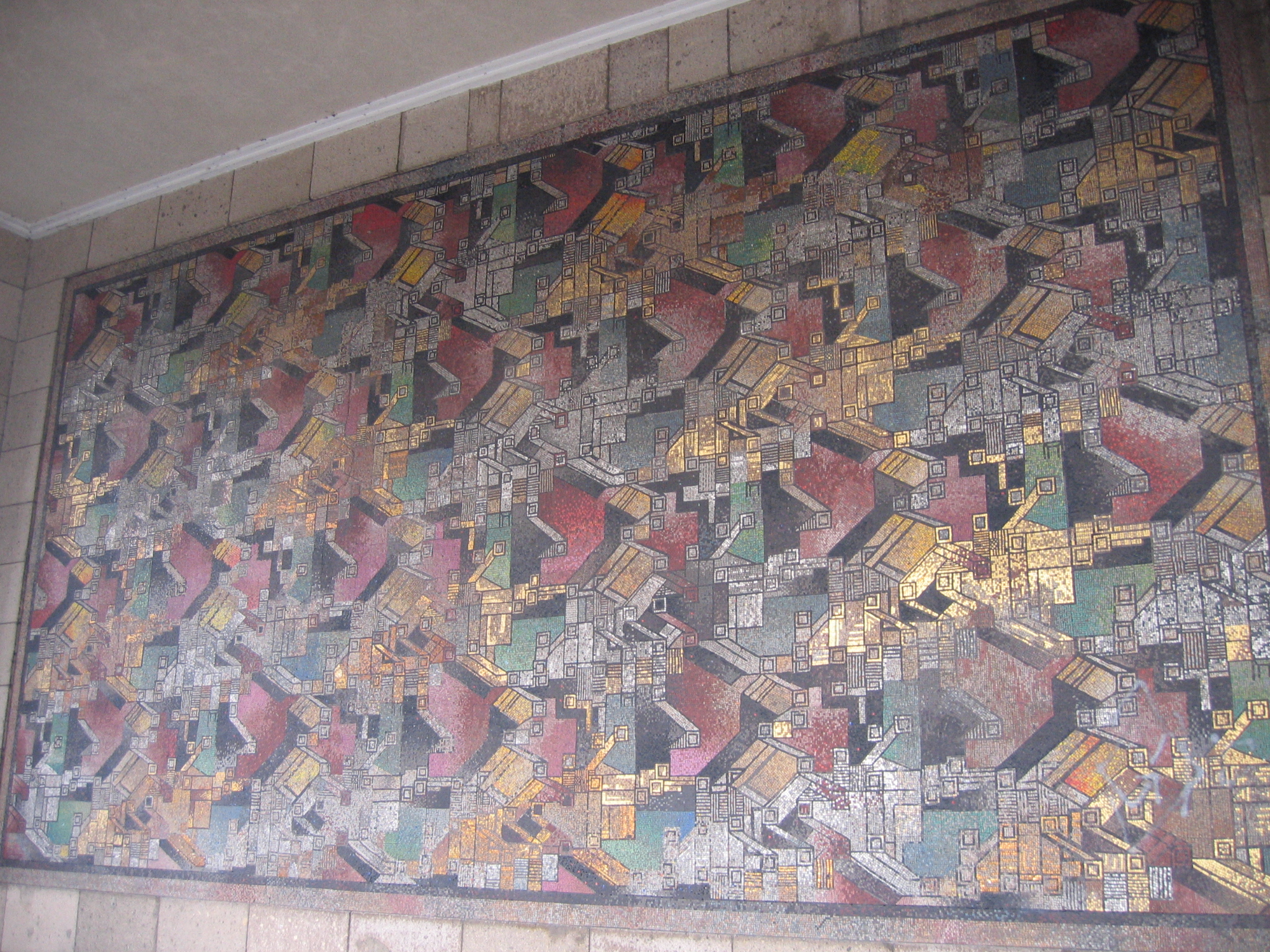
Mosaik Nordseite, Jan Thorn Prikker „Der Tag“
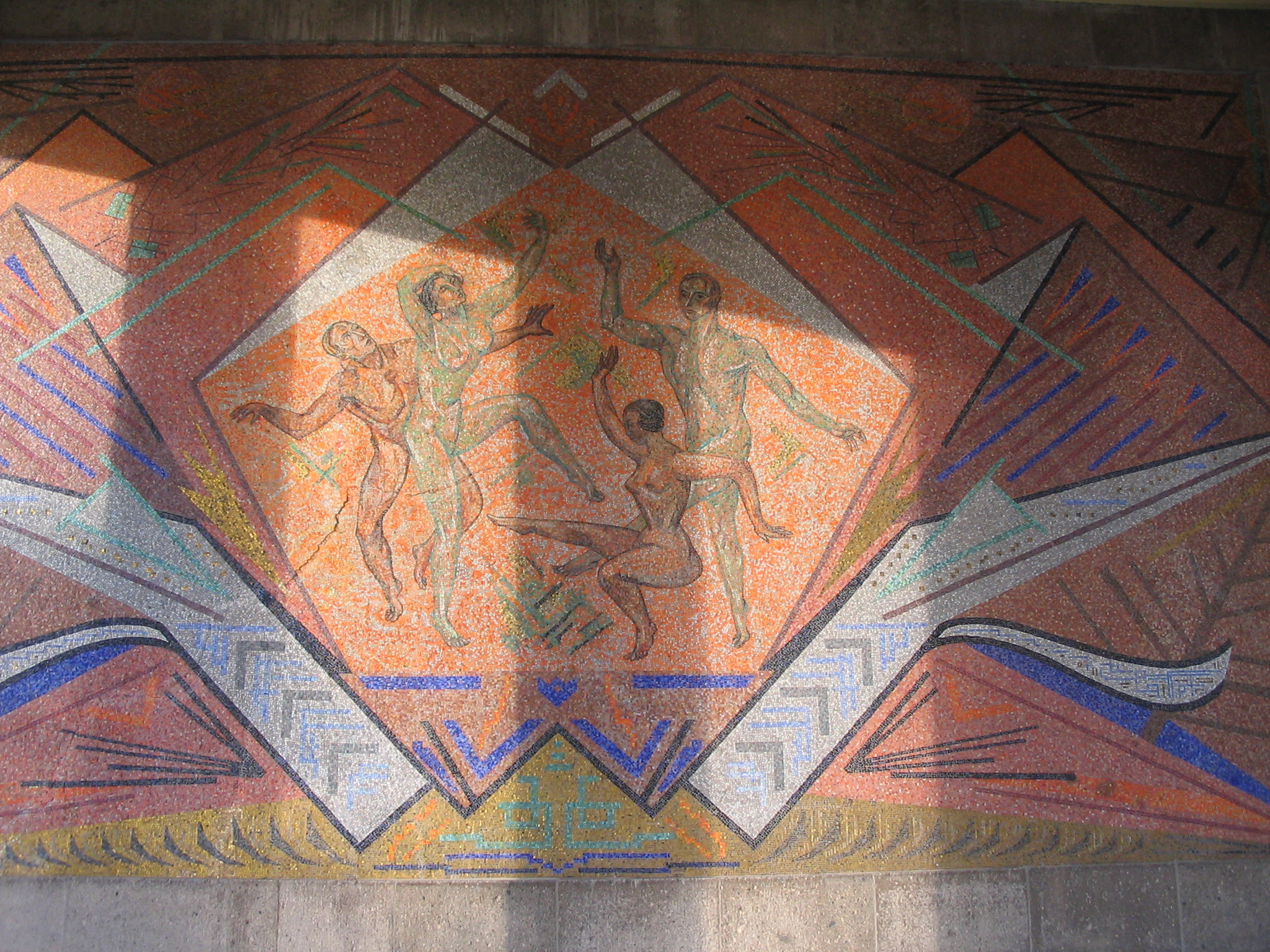
Südseite, Heinrich Nauen „Tanz“ (Ausschnitt)

## Ausrichtung und Themenschwerpunkte
Das NRW-Forum Kultur und Wirtschaft zeigt wechselnde kontextuelle Ausstellungen, die sich zum Ziel setzen, die Konvergenz bzw. gegenseitige Durchdringung ästhetischer, gesellschaftlicher und wirtschaftlicher Phänomene der Zeit erlebbar zu machen. Die Ausstellungskonzepte verzichten dabei auf eine Trennung zwischen „hoher“ und populärer Kunst: Stattdessen widmen sie sich der fortschreitenden Verschmelzung vielfältigster (pop-)kultureller Bereiche, wie z. B. angewandter Kunst, Design, Werbung, Architektur, Fotografie, Video und Mode.

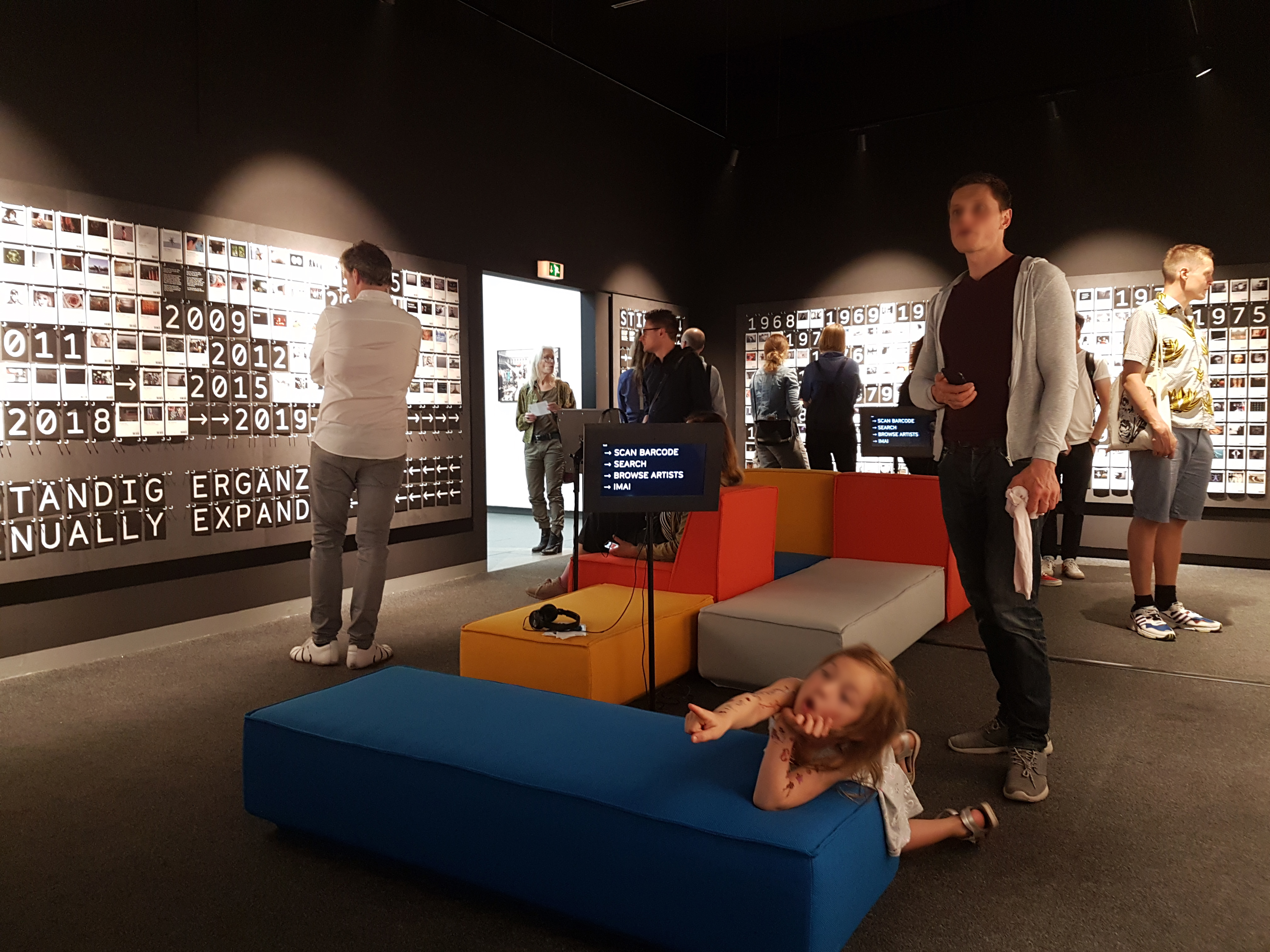
Permanente Videolounge der Stiftung imai.

Seit seiner Eröffnung 1998 bildete das NRW-Forum so den Rahmen für zahlreiche Ausstellungen und Veranstaltungen, die die unterschiedlichsten Kunst- und Kulturgenres sowie ihre gegenseitige Beeinflussung thematisierten. Gleichzeitig steht der Begriff des „Framing“ im Vordergrund: Die Ausstellungskonzepte setzen sich zum Ziel, Alltagsphänomene wie Modefotos oder Architektur, Autos oder Comics aus ihren gewohnten Zusammenhängen zu lösen und sie in einen neuen Sinn- und Betrachtungsrahmen zu stellen.
In den ersten Jahren präsentierte sich auch das Deutsche Kunststoff Museum im NRW-Forum mit einer Dauerausstellung sowie mit Themenausstellungen.
Das NRW-Forum beherbergt zudem seit Juli 2019 eine permanente Videolounge der Stiftung imai, die sich der Sammlung, Restaurierung und Distribution von Video- und Medienkunst widmet. Darüber hinaus ist das „IKS – Institut für Kunstdokumentation und Szenografie“, das sich auf die Produktion von Dokumentarfilmen und Trailer im Bereich der zeitgenössischen Kunst und der Entwicklung von digitalen Formaten spezialisiert hat, unter der Leitung von Ralph Goertz, im NRW-Forum Düsseldorf beheimatet.

## Ausstellungen (Auswahl)
- „Mutanten – Die Deutschsprachige Comic Avantgarde.“ (1999–2000)
Erste museale Ausstellung von Comics aus dem deutschsprachigen Raum.
- „Anton Corbijn“ (2001)
Werkschau des niederländischen Fotografen mit Porträts und Videoclips.
- „Media Lounge/The Hire“ (2002)
Einrichtung einer von allen Besuchern vor Ort nutzbaren Media Lounge mit über 1000 Videos aus Kunst, Musik und Werbung.
- „Helmut Newton – Work“ (2003)
Umfangreiche Retrospektive des 2006 verstorbenen Fotografen.
- „Der Traum vom Turm“ (2004–2005)
Zusammenstellung der wichtigsten Hochhausbauten als Modelle im gleichen Maßstab; vom 40 cm hohen Turm zu Babel bis zum 4 m hohen Entwurf von Norman Foster.
- „Martin Kippenberger – Bodencollage“ (2005)
Ausstellung des restaurierten Atelierfußbodens der Modeschöpferin Claudia Skoda, der mit einer Fotocollage des Künstlers Martin Kippenberger ausgelegt war.
- „Alexander McQueen – Catwalk Videos“ (2005)
Erste Ausstellung des britischen Modedesigners, inszeniert als Catwalk mit Videoprojektionen.
- „Vivienne Westwood: Prinzessin Punk“ (2006)
Retrospektive der britischen Modeschöpferin mit Originalkreationen, Dokumentationen und Videos.
- „Bruce Nauman – Mental Exercises“ (2006–2007)
Ausgewählte Installationen, Filme, Videos und Performances des amerikanischen Konzeptkünstlers und originalgetreuer Nachbau seiner ersten europäischen Einzelausstellung in der Düsseldorf Galerie Konrad Fischer, 1970.
- „Bilder im Kopf“ (2007)
Die Ausstellung widmete sich den wichtigsten Bildern der Fotografiegeschichte. Statt diese jedoch zu zeigen, wurden sie den Besuchern über Kopfhörer beschrieben.
- „Andy Warhol – Myths“ (2008)
Ausstellung von 10 Grafiken des amerikanischen Künstlers mit einer Dokumentation ihrer jeweiligen Entstehungsgeschichte.
- „Radical Advertising“ (2008)
Ausstellung zum Paradigmenwechsel in der Werbung mit zahlreichen Exponaten bedeutender Kampagnen der letzten Jahrzehnte, wie Benetton, Helmut Lang, Comme des Garçons, Calvin Klein etc.
- „Albert Watson – Best of“ (21. September 2008 – 18. Januar 2009)
Werkschau eines der erfolgreichsten Mode- und Werbefotografen der Welt. Zu sehen waren neben weltbekannten Porträts von Berühmtheiten eindrucksvolle Bilder von seinen Reisen rund um die Welt, von Marrakesch bis Las Vegas und den Orkneys.
- „Michel Comte – Retrospektive“ (1. Februar – 10. Mai 2009)
Rückschau der vielfältigen Arbeiten des vor allem durch seine Modefotografie bekannten Fotografen Michel Comte. Die Ausstellung zeigte neben den kommerziellen Arbeiten für z. B. Vanity Fair und Vogue, den Porträts vieler Bekanntheiten aus Kunst, Musik und Entertainment wie Julian Schnabel Jermey Irons, Demi Moore, Mike Tyson, Carla Bruni oder Michael Schumacher auch Teile der Fotodokumentationen aus Krisenzonen in Afghanistan, Irak, Bosnien oder dem Sudan.
- „Deanna Templeton – Scratch My Name on Your Arm“ (4. April – 10. Mai 2009)
Ausstellung der Fotoserie von Deanna Templeton, welche Jugendliche fokussiert, die Körperteile von ihren Idolen unterschreiben oder sich Firmenlogos auf den Körper sprühen lassen. Im Mittelpunkt steht die Diskussion nach den Umgang v. a. junger Frauen mit ihrem Körper, danach, wie sie sich in den Medien präsentieren und bisweilen freiwillig ihre eigene Vergegenständlichung betreiben.
- „U.F.O. – Grenzgänge zwischen Kunst und Design“ (23. Mai – 5. Juli 2009)
Eine Ausstellung, die sich der Diskussion um die Frage „Wo ist die Grenze zwischen Kunst und Design?“ stellt. Zu sehen waren Design- und Kunstobjekte von David Adjaye, Ron Arad, Richard Artschwager, Ronan + Erwan Bouroulle, Fernando + Humberto Campana, Hussein Chalayan, Frédéric Dedelley, Martino Gamper, Liam Gillick, Johanna Grawunder, Konstantin Grcic, Zaha Hadid, Studio Job, Donald Judd, Mona Hatoum, Arik Levy, Ross Lovegrove, Marc Newson, Tom Price, Richard Prince, Rolf Sachs, Tejo Remy, Ettore Sottsass, Haim Steinbach, Kram/Weisshaar, Marcel Wanders, Franz West, Andrea Zittel, Jorge Pardo.
- „Armin Mueller-Stahl – Übermalungen eines Drehbuchs“ (15. August – 27. September 2009)
Ausstellung der 173 der 357 Zeichnungen und Aquarelle, die der Schauspieler Armin Mueller-Stahl während der Dreharbeiten des Films „Buddenbrooks“ unter der Regie von Heinrich Breloer erstellt hat.
- „Catwalks – Die spektakulärsten Modenschauen“ (26. Juli – 1. November 2009)
Die Ausstellung Catwalks zeigte die spektakulärsten Catwalks von den Top-Designern der letzten Jahre: Große Auftritte wie bei Dior. Der Zirkus als theatralische Wunderkammer, wie bei Galliano. Dramatische Inszenierungen, wie bei Alexander McQueen. Konzeptionelle Performance wie bei Hussein Chalayan. Oder die festlich gedeckte Dinner-Tafel als Laufsteg, wie bei Dries van Noten. Der Besucher wurde dabei selbst zum Model auf dem Laufsteg. Er folgt dem Catwalk und gerät in die großen Modenschauen – diese wurden durch Videoeinblendungen und Multimediainstallationen zu 3d-Live Spektakeln animiert.
- Robert Mapplethorpe (2010)
- Der rote Bulli – Stephen Shore und die Neue Düsseldorfer Fotografie (2011)
- Rankin. Show Off (2012/13)[24]
- Bryan Adams – Exposed (2. Februar – 22. Mai 2013)
Porträt-Fotos bekannter Persönlichkeiten, fotografiert von Musiker Bryan Adams.
- Duane Michals, (2014)[25]
- Joel Meyerowitz Retrospective, (2014) 
Erste Retrospektive des Mitbegründers der NEW COLOR PHOTOGRAPHY. In Zusammenarbeit mit dem IKS (Kurator: Ralph Goertz)[26]
- Ego Update – Die Zukunft der digitalen Identität (19. September 2015 – 17. Januar 2016)[27]
- Dienstag Abend Fieber – Junge Fotografie (12. Februar – 6. März 2016)[28]
- Mareike Foecking – Reality Hung Up So I Called (12. Februar – 22. Mai 2016)[29]
- Horst – Photographer of Style (12. Februar – 22. Mai 2016)[30]
- Plastic Icons – Design-Ikonen aus Kunststoff (29. April – 26. Mai 2016)[31]
- Ralf Brueck – .FTLBR #3 (25. Juni – 21. August 2016)[32]
- Olaf Breuning – Retrospektive (11. Juni – 21. August 2016)[33]
- Planet B – 100 Ideen für eine neue Welt (2. Juni – 21. August 2016)[34]
- Wackerbarth – Heimat.NRW (17. September – 30. Oktober 2016)[35]
- Gute Aussichten – Junge deutsche Fotografie 2016/2017 (19. November 2016 – 15. Januar 2017)[36]
- Bling Bling Baby – Glitzer, Glamour und ein Flirt mit dem Pop (19. November 2016 – 15. Januar 2017)[37]
- Thomas Mailaender – The Fun Archive (3. Februar – 30. April 2017)[38]
- Peter Lindbergh/Garry Winogrand: Women on Street, (3. Februar – 30. April 2017)[39]
- Unreal – Eine Virtual-Reality-Ausstellung (25. Mai – 30. Juli 2017)[40]
- Mythos Tour de France (19. Mai – 30. Juli 2017)[41]
- Leben 24/7 – 100 Jahre Nikon (22. September – 5. November 2017)[42]
- Erik Kessels & Friends (12. August – 5. November 2017)[43]
- Gute Aussichten – Junge deutsche Fotografie 2017/2018 (24. November 2017 – 4. Februar 2018)[44]
- Klaus-Peter Dienst – Kalligrammatische Typografie und poetische Textbilder (24. November 2017 – 4. Februar 2018)[45]
- Deuscthland [sic] (24. November 2017 – 4. Februar 2018)[46]
- Louise Dahl-Wolfe – A Style of Her Own (16. Februar – 20. Mai 2018)[47]
- Herlinde Koelbl (16. Februar – 20. Mai 2018)[48]
- Pizza is God (16. Februar – 20. Mai 2018)[49]
- Liu Xiaodong – Langsame Heimkehr (9. Juni – 19. August 2018)[50]
- Pendoran Vinci – Kunst und künstliche Intelligenz heute (9. Juni – 19. August 2018)[51]
- Made in Düsseldorf #1: Ruff/Jansen (21. September – 18. November 2018)[52]
- Im Zweifel für den Zweifel – Die große Weltverschwörung (21. September – 18. November 2018)[53]
- Bauhaus und die Fotografie – Zum neuen Sehen in der Gegenwartskunst (7. Dezember 2018 – 10. März 2019)[54]
- Körperwende – Von Nam June Paik bis Hirsohi Ishiguro (29. März – 5. Mai 2019)[55]
- Textile Pop – Europeans Together in Sustainable Design/Engineering/Management (25. Mai – 23. Juni 2019)[56]
- Two Rivers – Joachim Brohm/Alec Soth (29. März – 7. Juli 2019)[57]
- Martin Schoeller (28. Februar – 17. Mai 2020)
- Freibad. Ausstellung Düsseldorfer Designer*innen (8. Mai – 30. Mai 2021).
- Fotografien von Matthias Schaller (11. Februar – 22. Mai 2022).
- Art & Toys (30. September 2022 – 5. Februar 2023)
- Die Kunst der Stars (18. August 2023 – 21. Januar 2024)
- Sneaker (17. Februar – 26. Mai 2024)
- Tim Berresheim – Neue alte Welt (17. Februar – 26. Mai 2024)
- Superheroes (13. September 2024 – 11. Mai 2025)